# Золтан Сабо
Золтан Сабо (Сомбор, 26. мај 1972 — Сремска Каменица, 15. децембар 2020) био је српски фудбалер и фудбалски тренер.

## Играчка каријера
Сабо је започео каријеру у млађим категоријама Јединства из места Светозар Милетић, да би затим прешао у Раднички из Сомбора. Сениорску каријеру је почео у Хајдуку из Куле са којим је у сезони 1991/92. изборио пласман у Прву лигу СРЈ. Након тога је четири сезоне провео као играч Војводине. Следи прелазак у београдски Партизан где је провео такође четири сезоне, током којих је освојио два првенства и један куп.
Године 2000. прелази у корејски Сувон Самсунг блувингс са којим је освојио по два пута Азијску лигу шампиона и Супер куп Азије, као и по једном корејски ФА куп и Суперкуп. Из Јужне Кореје одлази у Јапан, где током 2002. године игра за Ависпа Фукуоку. Следи прелазак у мађарски Залаегерсег, након чега постаје фудбалер АЕК из Ларнаке, где осваја куп Кипра у сезони 2003/04. У сезони 2004/05. наступа за тадашњег друголигаша Младост из Апатина, а последњи клуб му је био Цемент из Беочина.

## Тренерска каријера
Први тренерски посао му је био у Кечкемету, где је био асистент Томиславу Сивићу. Први самостални посао је имао у Радничком из Сомбора, a потом је у децембру 2011. преузео Хајдук из Куле. Након тога је неколико година био помоћни тренер Златомиру Загорчићу, са којим је сарађивао у Војводини, Литексу и Доњем Срему. У јануару 2016. је поново постао први тренер и то новосадског Пролетера. У јуну 2016. је преузео Јагодину, али се ту кратко задржава па поново преузима Пролетер. Године 2017. је постао спортски директор ТСЦ из Бачке Тополе, а лета 2018. је преузео функцију шефа стручног штаба овог клуба, након смене Предрага Рогана. Под његовим вођством, ТСЦ је изборио пласман у Суперлигу Србије по први пут у клупској историји. Већ у првој сезони у највишем рангу, ТСЦ је заузео четврто место чиме је остварен још један историјски резултат, пласман у квалификације за Лигу Европе.
Сабо је преминуо 15. децембра 2020. у болници у Сремској Каменици. Сахрањен је три дана касније на гробљу у насељу Светозар Милетић.

## Трофеји
Партизан
- Првенство СР Југославије (2) : 1996/97, 1998/99.
- Куп СР Југославије (1) : 1997/98.

Сувон Самсунг блувингс
- АФК Лига шампиона (2): 2000/01, 2001/02.
- Суперкуп Азије (2): 2001, 2002.
- ФА куп Јужне Кореје (1): 2002.
- Суперкуп Јужне Кореје (1): 2000.

АЕК Ларнака
- Куп Кипра (1): 2003/04.